# Ossi Reichert
 (avril 2016).
Si vous disposez d'ouvrages ou d'articles de référence ou si vous connaissez des sites web de qualité traitant du thème abordé ici, merci de compléter l'article en donnant les références utiles à sa vérifiabilité et en les liant à la section « Notes et références ».
Pour les articles homonymes, voir Reichert.
Rosa Reichert, dite Ossi Reichert, née le 25 décembre 1925 à Sonthofen et morte le 16 juillet 2006  à Ofterschwang, est une skieuse alpine allemande.

## Palmarès

### Jeux olympiques d'hiver
| Épreuve / Édition         | Descente | Slalom géant | Slalom   |
| JO 1952 Oslo              | —        | 8e           | Argent\| |
| JO 1956 Cortina d'Ampezzo | 20e      | Or           | Abandon  |

### Championnats du monde
| Épreuve / Édition         | Descente | Slalom géant | Slalom  | Combiné                          |
| JO 1952 Oslo              | —        | 8e           | Argent  | Épreuve inexistante à cette date |
| Mondiaux 1954 Åre         | 14e      | 8e           | 6e      | 7e                               |
| JO 1956 Cortina d'Ampezzo | 20e      | Or           | Abandon | —                                |

## Arlberg-Kandahar
- Meilleur résultat : 2e place dans le slalom 1953 à Sankt Anton